# 교육 행정학
교육행정학(敎育行政學)이란 교육행정활동이란 현상을 대상으로 하는 연구분야로서 그 활동 자체를 떠나서 생각할 수 없다. 그러나 그 반면에 교육행정활동의 과학적인 연구는 그 자체로서의 독특한 학문적 전통을 지니고 있다. 교육행정학이 하나의 실천적·기술적 활동으로서의 교육행정활동을 뒷받침해 주는 과학의 구실을 다하기 위해서는, 실천활동과 이론연구 사이에 표리일체의 관계가 있어야 할 것이다.  오늘날 교육행정학은 극히 초보적인 발달관계에 놓여 있으며, 확증된 지식을 표방하는 과학으로서 자처할 수 있을는지는 의문이다. 오늘날 교육행정학은 여러 가지 영역에서 단편적으로 모은 지식을 잡다하게 나열해 놓은 듯한 경지를 벗어나지 못하고 있으며, 명확한 이론적 체계를 갖추지 못하고 있다.

## 연구
국가의 교육규모가 방대해지고 국민교육제도의 운영내용이 복잡해지며, 교육운영의 내적 효율성과 외적 생산성을 높이기 위한 노력이 꾸준히 추구되는 과정에서, 그와 병행하고 그것을 뒷받침하는 교육활동의 특수 분야로서 분화·발전한 것이 곧 교육행정이었다. 또 이에 종사하는 교육행정요원들 역시 점차 교육활동 자체에서나 다른 부분의 행정활동으로부터 분화와 전문화의 길을 밟아왔다. 요컨대 교육규모의 확대와 교육활동의 복잡화, 교육의 공공성 강화와 국가의 역할증대, 교육의 전문화 촉진 등으로 교육행정활동이 교육활동 자체에서부터는 물론 일반행정활동에서부터도 분화 독립되고 교육행정요원의 전문화가 촉진되었다고 볼 수 있다.  이와 같이 교육행정활동의 분화와 교육행정직의 전문화가 촉진되는 과정에서 그것과 평행되는 노력이 곧 교육행정 현상에 대한 학문적 연구이며, 그 소산이 바로 교육행정학의 발달이라고 하겠다.  교육행정학의 연구는 실천적 활동으로서의 교육 및 교육행정활동과 밀접한 연관성을 가지고 발달되어 왔다. 8·15해방과 더불어 교육체제의 민주화가 촉진되고 민주적 교육행정이 크게 강조된 것은 시대적 사조와 미국 교육문화의 영향을 받은 것이다. 민주주의적 교육행정의 개념이 크게 창안되었고, 그것은 새로운 단선형학제의 도입이나 교육 자치제도의 채택과 같은 획기적인 교육제도의 개선으로 나타났으며, 개방적이고 자유주의적인 교육정책의 추구에로 반영되었다.  1945년부터 1948년까지의 미군정시대를 통해서는 물론 1948년 대한민국정부수립 이후에 있어서도 미국의 교육문화는 한국 교육행정에 상당히 광범한 영향을 미쳤다. 또 일본제국주의 식민지시대부터 내려온 전통적인 교육행정형태에 대하여 반성과 비판의 계기가 마련되었다. 교육행정에 대한 법률적 접근의 전통이 고수되면서도 교육행정가들의 사고방식을 변화시키고 민주주의적 행정운영의 제도와 방법을 도입하도록 새로운 압력이 가해졌다. 교육행정가에 대한 훈련과 재교육강습을 통하여 강조된 것이 민주교육행정의 개념이었으며, 연구협의회 방식의 도입, 각종 위원회제도의 활용, 교직원들의 참여에 의한 민주적 학교운영의 강조, 하급기관에의 권한 위양과 자치적 사무처리의 권장 등은 모두 이와 같은 시대적 사조를 반영한 것이다.  새로운 교육행정철학 내지 이념을 토대로 하는 교육행정연구가 점차 활발해지고 1953년의 휴전 이후에는 대학의 정착과정과 병행하여 교육행정에 관련되는 저서나 연구논문·논설 등도 늘어나기 시작하였다. 교육행정학의 연구가 눈에 보이는 성과를 나타내고 저서나 논문으로써 결실을 보게 된 것은 대체로 1950년대 후반기에 들어서서부터이다.  1950년대 후반기에 들어서면서부터 교육행정학 분야의 연구업적이 구체적으로 나타나고, 몇몇 선구적인 교육행정학도들의 손으로 이 방면의 전문적 서적이 나타나기 시작한 것은 사실이나 교육행정에 관한 본격적인 연구가 시작된 것은 1960년대에 들어서서부터이다. 교육행정연수원의 발족, 교육대학원의 발족, 사범학교의 개편·승격에 의한 교육대학의 발족, 교육행정가들에 대한 현직 연수제도의 본격화 등, 일련의 제도적 정비가 교육행정학 연구에 대하여 큰 자극을 주고 새로운 발전의 계기를 마련하였다. 또 한국교육학회의 연구활동이 보다 활발해지고 그 산하에 조직된 교육행정분과연구회가 교육행정학 연구에 주도적 역할을 하였다.  이 시기에는 보다 많은 교육행정학도들이 교육행정학과 관련분야에서 연구활동에 참여하게 되었으며 개인저서나 연구논문, 논설 등도 양과 질에 걸쳐서 현저한 발전을 보이게 되었다. 또 연구의 영역이 점차 확대되고 그 방법이 더욱 심화되었다. 1950년대만 하여도 교육행정학 연구는 극히 한정된 분야에 국한되었으며 교육행정의 개념 자체도 한정된 것에 불과하였다. 그러나 점차 새로운 연구영역이 추가되고 연구방법의 심화가 이루어졌다. 교육행정학 고유의 분야에서 그 내용이 확대되어 종래에 미치지 못했던 분야가 첨가되었으며, 교육계획·교육정책·교육제도·교육경제학·교육경영학 등이 새로운 과제로서 시대의 각광을 받기 시작하였다. 또한 체제분석, 모의연습과 같은 새로운 기법(技法)도 도입되기 시작했다.  나아가서 교육행정학에 관한 이론적 연구가 활발하게 시작되었다. 교육행정현상의 여러 관련 요인, 즉 교육행정가, 교육행정의 과업, 교육행정의 환경요인 같은 상호관련성을 규명하고 교육행정의 효과를 예견할 수 있도록 선진국에서 적용된 이론을 도입하여 가설을 검증하고 교육행정현상에 관한 체계적 이론을 정립하는 일은 이제 그 출발점에 섰을 뿐이지만 그런대로 획기적인 발전의 한 단면을 말해준다.  한국의 교육행정학 연구는 1960년대 이후의 본격적 연구에 더욱 박차를 가하고, 새로운 발전에의 전기를 이룩해야 한다. 여기에서 연구의 대상과 방법을 보다 명확히 정립하고 이론적 연구에 박차를 가하면서 항상 실천적 활동으로서의 교육행정활동과의 연계를 잊지 않도록 하는 노력이 강화되어야 한다.

## 과제
교육행정학의 발달은 아직도 극히 미약하며 초보적인 단계에 놓여 있다. 앞으로 교육행정학을 하나의 독특한 학문의 연구영역으로 발전시켜 나가기 위해서는 다음과 같은 몇 가지 문제의 해결이 있어야 한다.  첫째, 교육행정학은 그 학문적 성격을 명시해야 한다. 현재의 교육행정학은 광의로 교육행정정책학·교육행정법학 및 교육행정기술학을 포함하는 것으로 해석할 수 있으나, 앞으로 좀 더 엄밀히 한계를 지을 필요가 있으며, 교육행정학의 연구대상인 교육행정 현상에 대하여도 명확한 분석이 필요하다. 학문의 성격을 명시하려면 연구대상을 한정함과 아울러 연구방법을 확립하여야 한다.  둘째, 교육행정학은 보다 이론적인 연구를 추진하여야 한다. 이론은 기존의 지식을 체계적으로 분류하여 이해하는 데 도움이 될 뿐만 아니라, 한층 더 나아가서 교육행정에 있어서 행동의 결과를 예측하여 주는 일련의 원칙을 제공해 줌으로써 연구와 실천의 지표가 될 수 있다. 우리는 교육행정의 이론에 입각하여 연구의 가설을 설정할 수도 있고 실천의 행동목표를 정립할 수도 있다. 이론없는 실천은 맹목적인 것이며 실천없는 이론은 공론(空論)이라는 것과 같이 교육행정이 하나의 실천적 기술이요, 교육행정학이 그것을 이론적으로 뒷받침하는 학문으로서 존재하는 한 이점은 더욱 절실하다. 물론 교육행정의 연구가 종래에 아무런 이론도 없는 것이었다고 주장할 수는 없겠으나 문제는 그 이론의 심도(深度)와 종합성과 보편타당성이다. 그리고 교육행정의 이론적 연구를 추진하는 데 있어서 중요한 점은 제반 용어와 개념을 보다 엄격히 규정하는 일이다. 특히 연구에 관련해서 개념을 구체적으로 명확하게 규정하는 일이다.  셋째, 교육행정학은 교육행정에 관한 법규의 해석에서 벗어나서 교육행정 행위에 관한 행동과학면에서의 규명이 요청된다. 특히 인간관계의 사회심리학적 분석 같은 것은 현대 교육행정학의 새로운 양상으로서 주목할 만한 것이다. 예를 들어 교육행정가의 지도형태에 관한 연구, 교사들의 사기(士氣)와 만족감에 관한 연구 등이 새로운 시대의 각광을 받고 등장하고 있는 것은 그것을 뚜렷이 입증하고 있는 것이며 앞으로 더욱 두드러지게 나타날 것이다. 이것은 현대 행동과학의 제 분야를 종합하는 이른바 종합적 연구방법을 지향하고 있는 탓이라고도 할 수 있으나, 요는 사문화(死文化)되기 쉬운 법률조문이나 행동규범보다는 살아서 움직이는 인간행동의 현실 그대로를 정확히 기술하고 해명하려는 움직임이라 하겠으며, 일반행정학에서도 하나의 새로운 경향으로 나타나 있는 것이다.  넷째, 교육행정학은 비교교육학적 연구를 촉진할 필요가 있다. 오늘의 세계는 전인류 공동사회적 형성을 실질적으로 가능하게 할 정도로 국제간의 이해증진과 학문교류가 이루어지고 있으며 교육문제의 해결에 있어서도 다른 나라의 경험과 연구의 결과를 활용하는 경향이 강해지고 있다. 이제부터는 시야를 전 세계로 돌리고, 급격히 변천하는 세계 안에서 스스로의 좌표를 찾아야 한다.

## 전망
한국 교육행정학의 발전을 시기적으로 분석해 보면 그 나름대로의 특징들을 찾아볼 수 있다. 학구적이고 이론적인 특색을 찾기 시작한 것은 1960년대 초기부터이다. 1960년대 말까지 교육행정학 발전에 공헌한 특징은 전통적인 조직이론의 개념적 추구와 전통적 분류에 의한 연구로써 이론적 기반을 쌓았다는 것이고, 1960년대 말부터는 일면 행동과학적 접근으로써 교육행정의 다방면에 걸친 새로운 이론들의 도입과 적용과 검증으로 특징지어지고, 또 일면으로는 교육경영의 방법적 측면으로서 새로운 경영방법과 기법의 도입과 실험의 적용으로써 특징지을 수 있다. 교육경영의 방법적 측면으로는 1969년에 교육에의 체제접근법의 도입을 위한 세미나가 열려 기본적인 접근방법에 대한 소개가 있었고 바로 이어 개념추구와 적용을 위한 일련의 실험연구들이 진행되어 왔다. 투입(input)과 산출(output)의 용어는 지금에 와서도 그리 생소하지 않게 되어 있으며 교육계획에 있어서 퍼트 방법은 널리 보급되어 있다. 또 기획예산제나 교육의 성과화를 중심으로 한 교육전문지들의 수차에 걸친 특집으로서 보고된 것으로 미루어 보아도 교육행정과 경영의 방법적 측면에서도 공헌하기 시작하였다고 볼 수 있다.  지난 십여 년간 교육행정에 있어 기본적인 탐구적 관심은 이론적 결핍문제를 어떻게 보완하고 극복하느냐 하는 것이었다. 또 이러한 관심은 이론의 성격과 기능 규명에 지향되기 시작하였으며, 자칫하면 교육행정학도들이 소홀히 하기 쉬운 이론에의 관심을 강화 집중시키게 하였다. 나아가서 앞으로는 젊은 교육행정학도들의 열의가 퇴조되지 않도록 지적 활동을 적극 추진하여야 할 것이다. 이러한 점으로 미루어 교육행정학도로서의 관심의 일각이 이론형성 측면에 두어지고 있음을 알 수 있고, 비교적 짧은 시일에도 불구하고 과거 어느때보다도 괄목할 만한 업적을 이룩하기 시작했다고 보겠다. 또 교육경영의 방법적 측면에서도 새로운 방법이 소개되고 실험되고, 적용을 위한 검증이 계속되고 있음은 고무적이라고 하겠다. 1968년 이후부터 체제 접근의 여러 개념과 방법들이 소개되어 일부는 널리 보급이 되고 있음을 볼 때 이 면의 개척에도 더욱 박차를 가하여야만 하겠다.

## 같이 보기
- 교육 행정
- 교육학
- 행정학